# 自由民主党財務金融部会
自由民主党財務金融部会（じゆうみんしゅとうざいむきんゆうぶかい）は、自由民主党政務調査会内に設置されている組織のひとつである。

## 概要
財務金融部会は、財務省所管の税制、関税、財政投融資、国有財産管理、通貨、政策金融、金融庁所管の金融行政に関する制度及び機能などについて担当している。
財務金融部会の下には小委員会が設置されている。

## 主な役職
- 部会長
- 部会長代理
- 副部会長